# Isabel Soriano Pallassar
Isabel Soriano Pallassar   (Carcaixent, 25 de febrer de 1835 - Carcaixent, 25 de febrer de 1917) fou una pedagoga valenciana. És reconeguda per ser la fundadora de les Escoles Ave Maria de Carcaixent.

## Biografia
Va nàixer a Carcaixent el 25 de febrer de 1835, filla de Juan Bautista Soriano Albelda i Victoriana Pallasar Lloret. Estudià per a mestra nacional, i fou destinada a Madrid. En tornar a Carcaixent, comprà unes cases al carrer Sant Antoni per a crear una escola, i tot seguit, visità, junt al degà Navarro Daràs, les escoles de l’Ave Maria de Granada, del corrent pedagògic del pare Andrés Manjón. L’escola de l’Ave Maria de Carcaixent obrí les portes el curs 1908-1909. Isabel va morir a Carcaixent el 25 de febrer de 1917. Feta la liquidació de la seua herència, el seus marmessors formalitzaren el 20 de gener de 1920 l’escriptura pública de la fundació benefico-docent “Escuelas del Ave María”.